# Higashiizumo (Shimane)
Higashiizumo (東出雲町 Higashiizumo-chō?) era un pueblo localizado en el distrito de Yatsuka, en la prefectura de Shimane, Japón.

Localización de Higashiizumo en la prefectura de Shimane

A partir del 2003, el pueblo tuvo una población estimada de 13817 habitantes y una densidad de 324.04 personas por km². El área total fue de 42.64 km².
El 1 de agosto de 2011, Higashiizumo se fusionó con la ciudad de Matsue y ya no existe como municipio independiente. El distrito de Yatsuka se disolvió a causa de esta fusión.
- Datos: Q1132038
- Multimedia: Higashiizumo, Shimane / Q1132038